# Harmen Jan van der Wyck

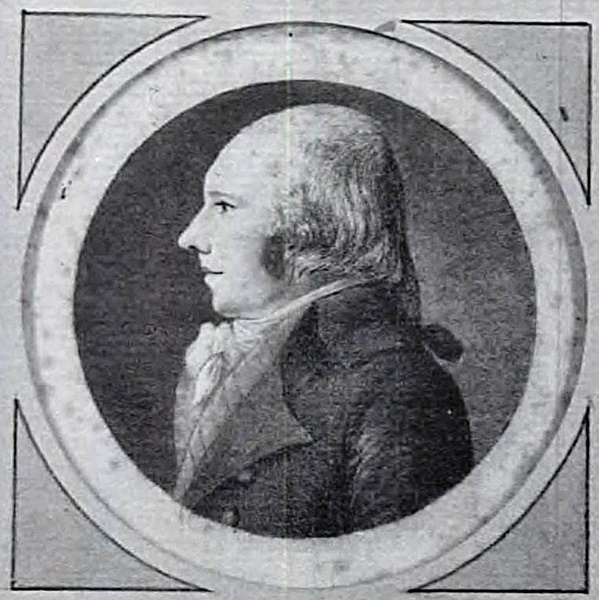
Harmen Jan van der Wyck

Harmen Jan van der Wyck (Deventer, 7 november 1769 – Mannheim, 18 januari 1847) was een Nederlands genieofficier, cartograaf en waterbouwkundige. Hij was de zoon van Jan Hendrik van der Wyck, heer van Stoevelaer, en Maria Brouwer, telg uit het geslacht Van der Wyck. In 1811 benoemd bij Frans Keizerlijk besluit tot Baron de l’Empire en in 1814 tot Jonkheer. Hij trouwde in 1796 in Amsterdam met Cornelia Constantia van der Muelen (1771–1852), met wie hij meerdere kinderen kreeg. Zijn beide zonen (Carel en Herman Constantijn) hadden een militaire carrière in Nederlands-Indië.

## Carrière
Op zijn 18e trad hij toe tot het corps ingenieurs van het Staatse leger, als extraordinaris-ingenieur onder de cartograaf J.F. Wollandt. Hier werkte hij mee aan de militaire kaarten van Gelderland en Overijssel. vanaf 1788 werkte hij onder Johann Heinrich Hottinger bij de kartering van oost-Drenthe en oost-Groningen. In de periode 1792-1794 karteerde hij het gebied rond de stad Groningen. Daarna werkte hij rond Zutphen.

## Bataafse omwenteling en Franse Tijd
Door de Bataafse omwenteling van 1795 werd het leger gereorganiseerd en werden veel officieren ontslagen. Hierdoor kon Van der Wyck snel carrière maken. Hij werd kapitein-ingenieur en hij werd in 1801 door Cornelis Krayenhoff belast met het karteren van de wateren en de stelling van Den Helder. Zijn standplaats bleef wel Zutphen. Hij was hier betrokken bij het onderwijs aan de artillerie- en genieschool in die plaats. Aan deze school van Zutphen werd in 1800 een genieschool toegevoegd. In 1805 werd deze school nog uitgebreid. In 1805 werden de artilleriescholen van Breda en 's-Gravenhage opgeheven. De school van Zutphen werd in 1806 naar Amersfoort overgeplaatst onder de naam "Algemene theoretische en practische school voor artillerie, genie en waterstaat". Deze school werd in 1809 overgeplaatst naar 's-Gravenhage onder de naam "Koninklijke militaire school". Van der Wyck was betrokken bij al deze scholen. Toen in 1810 Nederland bij Frankrijk werd ingelijfd werd de school opgeheven. De leerlingen konden hun studie voortzetten aan een van de Franse scholen of dienst nemen in het Franse leger.
In het najaar van 1806 verleenden de Hollandse troepen van koning Lodewijk bondgenootschappelijke ondersteuning aan de veldtocht van de Franse keizer Napoleon tegen Pruisen. In het kader hiervan belegerde een Hollandse divisie onder bevel van luitenant-generaal Jean-Baptiste Dumonceau in november 1806 Hameln en Nienburg aan de Wezer. Bij deze divisie commandeerde Van der Wyck de genie. Nadat beide vestingstadjes zich eind november hadden overgegeven, werden Dumonceaus troepen als bezettingsmacht in noordwest Duitsland gestationeerd, met als hoofdkwartier Bremen. Tijdens zijn verblijf daar bracht Van der Wyck onder meer, in januari 1807, het gebied tussen Bremen en Stade in kaart.
Bij de Britse inval in Walcheren in 1809 kreeg Van der Wyck opdracht om de stelling van Amsterdam te verbeteren; hij vormde een team van ingenieurs die dit snel ter hand namen. Dit werd gewaardeerd door koning Lodewijk Napoleon en hij kreeg daarom in 1808 het ridderkruis in de Orde van de Unie.
In 1809 werd hij correspondent van het een jaar eerder opgerichte Koninklijk Instituut van Wetenschappen, Letterkunde en Schoone Kunsten. Opmerkelijk is dat hij hier deel uitmaakte van de Vierde Klasse die zich toelegde op de ‘Schoone Kunsten’ – in zijn geval de ‘Bouwkunde’. Het zou meer voor de hand liggen lid te worden van de Eerste Klasse, waarin de beoefenaars van de natuurwetenschappen waren samengebracht.
Na de inlijving van het Koninkrijk Holland Napoleons keizerrijk werd het leger dus ook een onderdeel van het Franse leger. Van der Wyck werd ingenieur in het Corps impérial du Génie. Hierbinnen kreeg hij de majoorsrang. In 1811 werd hij in de Franse adelstand verheven (hij werd baron) en in maart 1812 ridder in de Orde van de Reünie. Hij heeft niet mee hoeven te doen aan de veldtocht naar Rusland, maar moeste wel deelnemen aan de veldtocht tussen de Oder en de Elbe tegen de Russische en Pruisische troepen. Dit was voor het eerst dat hij daadwerkelijk bij oorlogshandeling betrokken raakte. Later was hij betrokken bij de gevechten in Neder-Silezië te Löwenberg, Goldberg en bij de slag aan de Katzbach, waarin een Russisch-Pruisische strijdmacht de Fransen versloeg. Als gevolg van deze nederlaag belandde Van der Wyck in Russische krijgsgevangenschap. Toen eind oktober 1813 – kort na Napoleons nederlaag bij Leipzig – in het plaatsje Schwedt aan de Oder uit Nederlandse krijgsgevangenen het zogeheten Hollands Oranje Legioen werd geformeerd, sloot hij zich hierbij aan; hiermee verbrak hij zijn eed van trouw aan de Franse Keizer en maakte hij zich schuldig aan desertie. Deze eenheid stond onder bevel van Jean Victor baron de Constant Rebecque, die Van der Wyck begin december 1813 naar Stettin stuurde om daar, na de capitulatie van deze vestingstad, de meer dan duizend Hollandse krijgsgevangenen van het Franse garnizoen tot dienst in het Oranje Legioen te bewegen en over te brengen naar Schwedt.

## Na de Franse tijd
Eind december 1813 keerde Van der Wyck terug in Nederland. Op 4 januari 1814 stelde de latere koning Willem I Van der Wyck – in de rang van luitenant-kolonel – aan tot zijn adjudant. In deze functie was hij onder meer belast met oprichting van een Artillerie- en Genieschool in Delft. Op 28 augustus 1814 benoemde de koning hem tot lid van de nieuwgevormde Ridderschap van Overijssel, waardoor hij met het predicaat jonkheer automatisch deel uitmaakte van de Nederlandse adel.
In 1814 werd hij benoemd tot directeur van de Westelijke Directie der Fortificatiën met als standplaats Den Haag. Na de terugkeer van Napoleon in Frankrijk en als voorbereiding op de slag bij Waterloo werd hij adjudant-generaal, een functie waarmee hij de op een na hoogste hoogste stafofficier van het Nederlandse leger werd. OP 21 april  van dat jaar wed hij bevorderd tot generaal-majoor, maar dat was niet meer te verenigen met zijn adjudantschap van de koning, dus die functie legde hij begin 1815 neer.
In juni 1815 kwam het tot een veldslag met het leger van Napoleon. Bij Quatre-Bras had hij zich, nadat zijn paard licht gewond was geraakt, heel lang van het slagveld verwijderd om een nieuw rijdier te zoeken. Bij Waterloo was hij afwezig, hij zat die dag in Brussel want hij kon, naar zijn zeggen, door de verkeerschaos op de steenweg naar het zuiden het slagveld niet bereiken. Dit werd hem zeer kwalijk genomen. Hij was de enige opperofficier die niet werd onderscheiden met de Militaire Willems-Orde. Aanvankelijk leek men deze affaire te willen oplossen door hem – na zijn ontslag als adjudant-generaal en commandant van de genie te velde – als directeur der Derde of Zuidelijke Directie van Fortificatiën te Gent, weg te bergen in een militair-administratieve post in de provincie. Maar het conflict hierover tussen hem en zijn chef Krayenhoff sudderde door, en in 1816 kreeg deze laatste het voor elkaar om Van de Wyck voor het Hoog Militair Gerechtshof te dagen. Hij werd schuldig bevonden en op 10 juli 1817 uit de legerdienst ontslagen (‘gecasseerd’).

## Pensionering

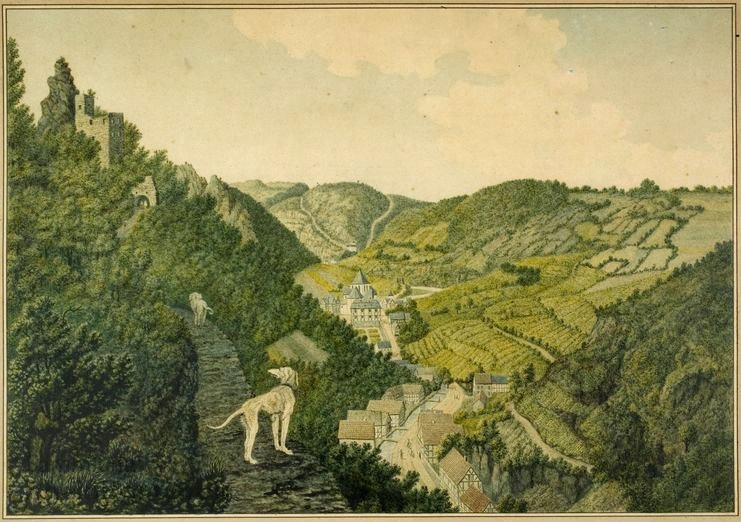
Schilderij van Van der Wyck, (Blick auf Burg Are und Altenahr, 1820)

Na dit ontslag als officier verhuisde Van der Wijck met zijn gezin naar Duitsland en vestigde zich privé, eerst in Neuwied en later in Mannheim. Hij maakte vaak wandelingen en reizen, vooral langs de Rijn, en maakte vanaf 1820 veel landschapsschilderijen. Van der Wycks tekeningen en aquarellen ogen enerzijds naïef, met een vaak onjuist perspectief en slecht geproportioneerde mensen en dieren. Anderzijds zijn zij ook uiterst nauwkeurig. Zijn landschappen zijn voor de Biedermeier tijd vrij uitzonderlijk, omdat zij niet een romantische ervaring weergeven, maar de nuchtere, onderzoekende blik van een geografisch ingenieur vastleggen: hij voorziet ze dan ook van een precieze aanduiding van plaats en datum.
Hij werkte als "Privatglehrter" en ook als schrijver in de natuurwetenschappen en technologie.
Vanaf het begin van de jaren twintig tot aan het eind van de jaren dertig schreef Van der Wyck verscheidene studies over bodemkunde en waterstaat. Wat het laatstgenoemde vakgebied betreft toonde Van der Wyck zich onder meer een voorstander van stroomverbetering van de grote Nederlandse rivieren. In 1823 publiceerde hij bijvoorbeeld zijn kritische Aanmerkingen en bedenkingen op een twee jaar eerder door Krayenhoff gepubliceerde studie over "de sluiting van de rivier den Neder-Rhijn en Leck en het storten van derzelver water op den IJssel"; overigens zonder Krayenhoff met naam te noemen. Krayenhoff was hier behoorlijk gepikeerd over.
Hij publiceerde hij in 1825 het artikel "Der Mittelrhein und Mannheim in hydrotechnischer Sicht", waarin hij ook stellingen ontwikkelde over het normaliseren van de loop van de Rijn en die teruggingen op een niet eerder gepubliceerd werk van Johann Gottfried Tulla. In 1836 publiceerde hij het boekje "Übersicht über die rheinischen und eifeler erloschenen Vulkane".

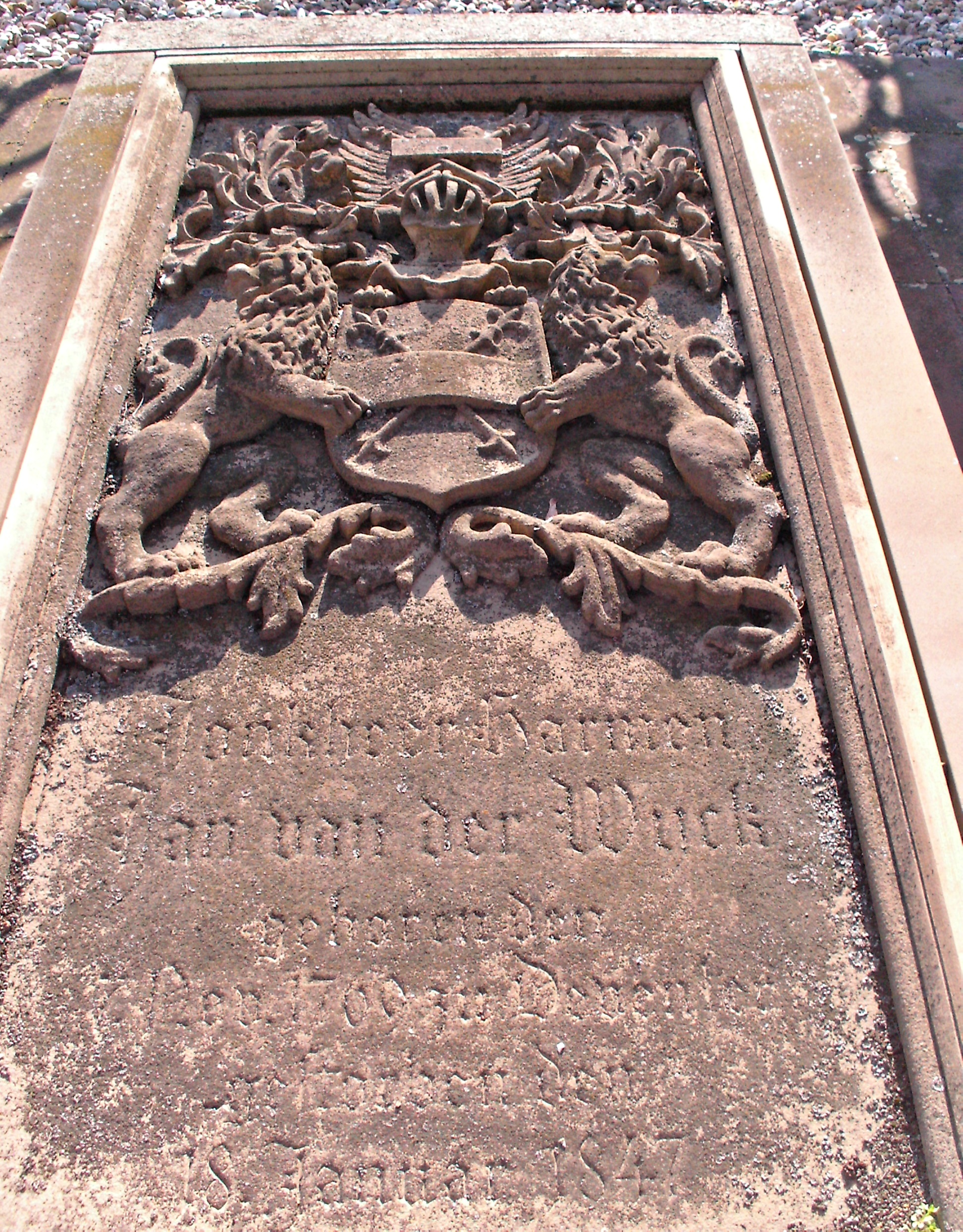
Grafsteen van Harmen Jan van der Wyck in Mannheim

Harmen Jan van der Wijck stierf in Mannheim in 1847 en werd daar op de hoofdbegraafplaats begraven. Van zijn grafsteen is in 1990 een afgietsel gemaakt dat zich bevindt onder de arcades bij de hoofdingang van de begraafplaats. Hij was corresponderend lid van de Koninklijke Nederlandse Akademie van Wetenschappen in Amsterdam. In Mannheim was hij een van de leden van het Verein für Naturkunde. Hij was ridder in de Orde van de Unie, een ridderorde gesticht in 1906 door koning Lodewijk Napoleon.
- Digitale Bibliotheek voor de Nederlandse Letteren: wijc018
- Gemeinsame Normdatei: 100651720
- International Standard Name Identifier: 0000 0003 9581 0833
- Nederlandse Thesaurus van Auteursnamen: 137033303
- RKD-Nederlands Instituut voor Kunstgeschiedenis: 85812
- Union List of Artist Names: 500007993
- Virtual International Authority File: 283400480
- WorldCat: E39PCjrmhq6ctWf3vtVdtF4VP3